# Син Хён Хвак
Син Хён Хвак (кор. 신현확?, 申铉确?; 29 октября 1920, Чхильгок, Японская Корея — 26 апреля 2007, Сеул, Республика Корея) — южнокорейский бизнесмен и государственный деятель, премьер-министр Республики Корея (1979—1980).

## Биография
В 1943 г. окончил Императорский университет Кейо.
- 1943—1957 гг. — в министерстве торговли,
- 1957—1959 гг. — заместитель руководителя департамента восстановления,
- 1959—1960 гг. — министр по вопросам послевоенного восстановления, ушёл в отставку после обвинений в фальсификации выборов,
- 1968 г. — президент компании SsangYong-цемент,
- 1969 г. — президент корпорации SsangYong,
- 1973 г. — избран депутатом парламента от Демократической республиканской партии,
- 1975—1978 гг. — министр здравоохранения и социального обеспечения,
- 1978—1979 гг. — заместитель премьер-министра и министр экономического планирования,
- 1979—1980 гг. — премьер-министр Республики Корея.

После прихода к власти генерала Чон Ду Хвана ушёл с государственной службы в частный бизнес. В 1986—1991 гг. был председателем совета директоров крупнейшего южнокорейского концерна Samsung C & T Corporation.